# Дом М. К. Заньковецкой (Нежин)
Дом М. К. Заньковецкой — памятник истории местного значения в Нежине. 

## История
Решением исполкома Черниговского областного совета народных депутатов трудящихся от 31.05.1971 № 286 присвоен статус памятник истории местного значения с охранным № 119 под названием Дом, где жила М. К. Заньковецкая (1854-1934 гг.), одна из основоположниц украинского профессионального театра, народная артистка УССР.

## Описание
Дом построен в конце 19 века. Одноэтажный, рубленный, облицованный кирпичом, дом на кирпичном фундаменте, с 6 окнами по фасаду под соломенной крышей. Тыловой фасад выходил в сад, на липовую аллею, посаженную родителями Марии Заньковецкой. Аллея вела к пруду с крутыми берегами.
В этом доме актриса Мария Константиновна Заньковецкая проживала периодически в 1904-1919 годы. В 1906 году вновь вернулась в Нежин, где брала участие в любительских драматических спектаклях. В августе 1906 года ее тут посетил М. К. Садовский. В последующие годы Мария Заньковецкая работала в постоянном украинском театре и в Нежин на отдых приезжала только во 2-й половине 1913 года и в начале 1914 года. Провела в Нежине осень 1917 — зиму 1918, что связано с болезнью, смертью матери и болезнью самой актрисы. Она организовала народный театр, в работе которого брали участие молодые актёры. Последний раз Мария Заньковецкая приезжала в Нежин в июне 1919 года.
В 1960 году на фасаде дома была установлена мемориальная табличка М. К. Заньковецкой.